# Body Feels EXIT
「Body Feels EXIT」（ボディー・フィールズ・イグジット）は、日本の元女性歌手、安室奈美恵の単独名義では3枚目のシングル。1995年10月25日にavex traxから発売された。初の小室哲哉プロデュースによる楽曲である。

## 解説
- 東芝EMI（現・ユニバーサル ミュージックLLC）からavex traxに移籍後の第1弾シングル。今作から小室哲哉がプロデュースを担当する。
- 引き続きバックダンサーとしてSUPER MONKEY'S（現・MAX）が参加。安室が番組等で曲紹介をする際も「私達のニューシングル」と発言しており、実質「安室奈美恵 with SUPER MONKEY'S」体制でパフォーマンスされた。
- 自身が出演したタイトー・家庭用通信カラオケ『X-55』TV-CFソング。
- 小室プロデュース以前は「TRY ME ～私を信じて～」、「太陽のSEASON」、「Stop the music」などの洋楽のユーロビートのカバー曲で初期ヒットを生み出していたが、小室哲哉がプロデュースしたことにより、それまでのアイドル歌手、バラエティータレントから、ヴォーカリスト、パフォーマー、アーティストへと本格的にスターダムへとのし上がっていくことになる。
- 振付は、dos結成前のKABA（現・KABA.ちゃん）が担当。なお、小室期初期の安室のヒット曲の殆どはKABAが手掛けた振付によるものである。
- 安室は楽曲の第一印象について「デモテープの内容が『小室さんが一人でアコースティック・ギターを弾きながら仮歌を歌っている』ので、どういう感じの曲になるのか、私はどう動けばいいのか、先の展開のイメージが全然わからなかった」「小室プロデュースの曲ってやっぱり難しい」と感じていたが、「実際に歌うとすごく歌いやすくてビックリしました」と感心した[3][4]。
- 1995年8月に行われた野外ライブ『avex dance Matrix '95 TK DANCE CAMP』が開催される2日前にデモテープが完成する。同イベントに「安室奈美恵 with SUPER MONKEY'S」として出演した際、まだ未調整だった同曲を披露した。歌詞は本番の2日前、振付も前日と当日に完成。KABA.ちゃん曰く「曲が完成してから振りを付けた。私も振りを考えながら、少し振付して奈美恵ちゃんが覚えている間に次の振りを考えての繰り返しだったんだけど奈美恵ちゃんすぐ覚えちゃうから私が待たしてるみたいな感じだった」と振り返っている。完成されたCDシングル版とはメロディ及び歌詞が一部違い、音階も完成版より高いキーとなっている[5]。
- 累計出荷枚数は100万枚[6]。
- 全日本GT選手権を題材としたレースゲーム『JGTC -ALL JAPAN GRAND TOURING CAR CHAMPIONSHIP-』にインストバージョンがレースBGMとして登場する。

## チャート成績
本作は累計88.2万枚を売り上げた（オリコン調べ）。累計出荷枚数は100万枚。

## 主な記録
- オリコン・1996年間カラオケリクエスト回数 16位。
- CDTV・1995年間総合ランキング 49位。

## 収録曲
| 全作詞・作曲・編曲: 小室哲哉。 |                                        |          |            |      |
| #                              | タイトル                               | 作詞     | 作曲・編曲 | 時間 |
| 1.                             | 「Body Feels EXIT (ORIGINAL MIX)」     | 小室哲哉 | 小室哲哉   | 4:22 |
| 2.                             | 「Body Feels EXIT (X-TENDED MIX)」     | 小室哲哉 | 小室哲哉   | 5:27 |
| 3.                             | 「Body Feels EXIT (FKB MIX)」          | 小室哲哉 | 小室哲哉   | 6:39 |
| 4.                             | 「Body Feels EXIT (ORIGINAL KARAOKE)」 | 小室哲哉 | 小室哲哉   | 4:22 |
| 合計時間:                      | 合計時間:                              | 20:50    |            |      |

クレジット
- Produced : 小室哲哉
- Mixed : Dave Ford (#1,2,4), FKB (#3)

## 収録作品
| 規格     | タイトル                                                                             | 種類                   | 備考 |
| -------- | ------------------------------------------------------------------------------------ | ---------------------- | --- |
| CD       | SWEET 19 BLUES                                                                       | オリジナルアルバム     | Latin House Mix - イントロが長く伸ばされており、演奏時間がシングルのORIGINAL MIXの倍以上の8分以上にも及んでいるラテン・ハウス調にリミックスされた楽曲。 3rdアルバム「Concentration 20」を引っ提げて行われた4大ドームツアー『Namie Amuro Concentration 20 Live in Tokyo Dome』ではこのバージョンで披露されており、このバージョンのイントロ部分はバンドやダンサーイントロダクションに使われた。 |
| CD       | 181920                                                                               | ベストアルバム         | - ミュージック・ビデオ集「181920 films」をセットにした、 DVD付属盤『181920 & films』も存在。 |
| CD       | namie amuro 5 Major Domes Tour 2012 〜20th Anniversary Best〜                        | ライヴアルバム         | 項目参照 |
| CD       | Finally                                                                              | ベストアルバム         | 楽曲を再録・ニューレコーディングで収録。 |
| 配信限定 | namie amuro 25th ANNIVERSARY LIVE in OKINAWA at 宜野湾海浜公園野外特設会場 2017.9.16 | 配信限定ライヴアルバム | 項目参照 |
| 配信限定 | namie amuro Final Tour 2018 〜Finally〜 at Tokyo Dome 2018.6.3                       | 配信限定ライヴアルバム | 項目参照 |
| 映像作品 | 181920 films                                                                         | ミュージック・ビデオ集 | 本作と次作MV集「filmography」を1つにコンパイルさせた『181920 films + filmography』も存在。 |
| 映像作品 | AMURO NAMIE FIRST ANNIVERSARY 1996 LIVE AT MARINE STADIUM                            | ライヴ映像             | 項目参照 |
| 映像作品 | Namie Amuro Concentration 20 Live in Tokyo Dome                                      | ライヴ映像             | 項目参照 |
| 映像作品 | NAMIE AMURO TOUR “GENIUS 2000”                                                       | ライヴ映像             | 項目参照 |
| 映像作品 | namie amuro tour 2001 break the rules                                                | ライヴ映像             | 項目参照 |
| 映像作品 | namie amuro SO CRAZY tour featuring BEST singles 2003-2004                           | ライヴ映像             | 項目参照 |
| 映像作品 | Space of Hip-Pop -namie amuro tour 2005-                                             | ライヴ映像             | 項目参照 |
| 映像作品 | namie amuro BEST tour “Live Style 2006”                                              | ライヴ映像             | 項目参照 |
| 映像作品 | namie amuro 5 Major Domes Tour 2012 〜20th Anniversary Best〜                        | ライヴ映像             | 項目参照 |
| 映像作品 | namie amuro 25th ANNIVERSARY LIVE in OKINAWA                                         | ライヴ映像             | - 『namie amuro Final Tour 2018 〜Finally〜』内に付属 |
| 映像作品 | namie amuro Final Tour 2018 〜Finally〜                                              | ライヴ映像             | ※ 豪華盤のみ、5公演 (名古屋・大阪・札幌・福岡・5月東京) の映像が存在する。 |

## Body Feels EXIT (New Recording Ver.)
「Body Feels EXIT (New Recording Ver.)」は、日本の元女性歌手、安室奈美恵の配信限定シングル。

### 解説
配信リリースとしては、前作『Hope』から2ヶ月ぶりのリリースとなる。本作は1995年にリリースされた同曲の再録音バージョンであり、前作同様に、2017年11月に発売されたベストアルバム『Finally』からのリカットとなる。なお、安室が配信規格として同じ楽曲の別音源でリリースされるのは、今回が初めてとなる。
同曲は2018年4月に、日本テレビ系土曜ドラマ「Missデビル 人事の悪魔・椿眞子」の主題歌として起用された。
同年9月16日を以て芸能活動を引退した為、これが最後のデジタル作品となった。

### 収録曲
| 全作詞・作曲: 小室哲哉。 |                                          |          |            |      |
| #                        | タイトル                                 | 作詞     | 作曲・編曲 | 時間 |
| 1.                       | 「Body Feels EXIT (New Recording Ver.)」 | 小室哲哉 | 小室哲哉   | 4:22 |
| 合計時間:                | 合計時間:                                | 4:22     |            |      |